# Марбах (Санкт-Галлен)
Марбах (нем. Marbach SG) — коммуна в Швейцарии, в кантоне Санкт-Галлен.
Входит в состав округа Рейнталь. Население составляет 1878 человек (на 31 декабря 2006 года). Официальный код — 3253.